# Hercostomus insularum
Hercostomus insularum är en tvåvingeart som beskrevs av Becker 1917. Hercostomus insularum ingår i släktet Hercostomus och familjen styltflugor. Inga underarter finns listade i Catalogue of Life.